# NGC 59
NGC 59 (другие обозначения: ESO 539-4, MCG −4-1-26, KDWG 2, PGC 1034) — карликовая линзовидная галактика в созвездии Кит, расположена на окраине группы Скульптора. Этот объект входит в число перечисленных в оригинальной редакции «Нового общего каталога».
Наблюдения в диапазоне 21 см, проводившиеся с 2006 года на австралийском компактном массиве радиотелескопов обнаружили в NGC 59 облака нейтрального атомарного водорода, суммарной массой порядка (1,4±0,1)×107 M⊙.